# Taxigewerbe in Berlin

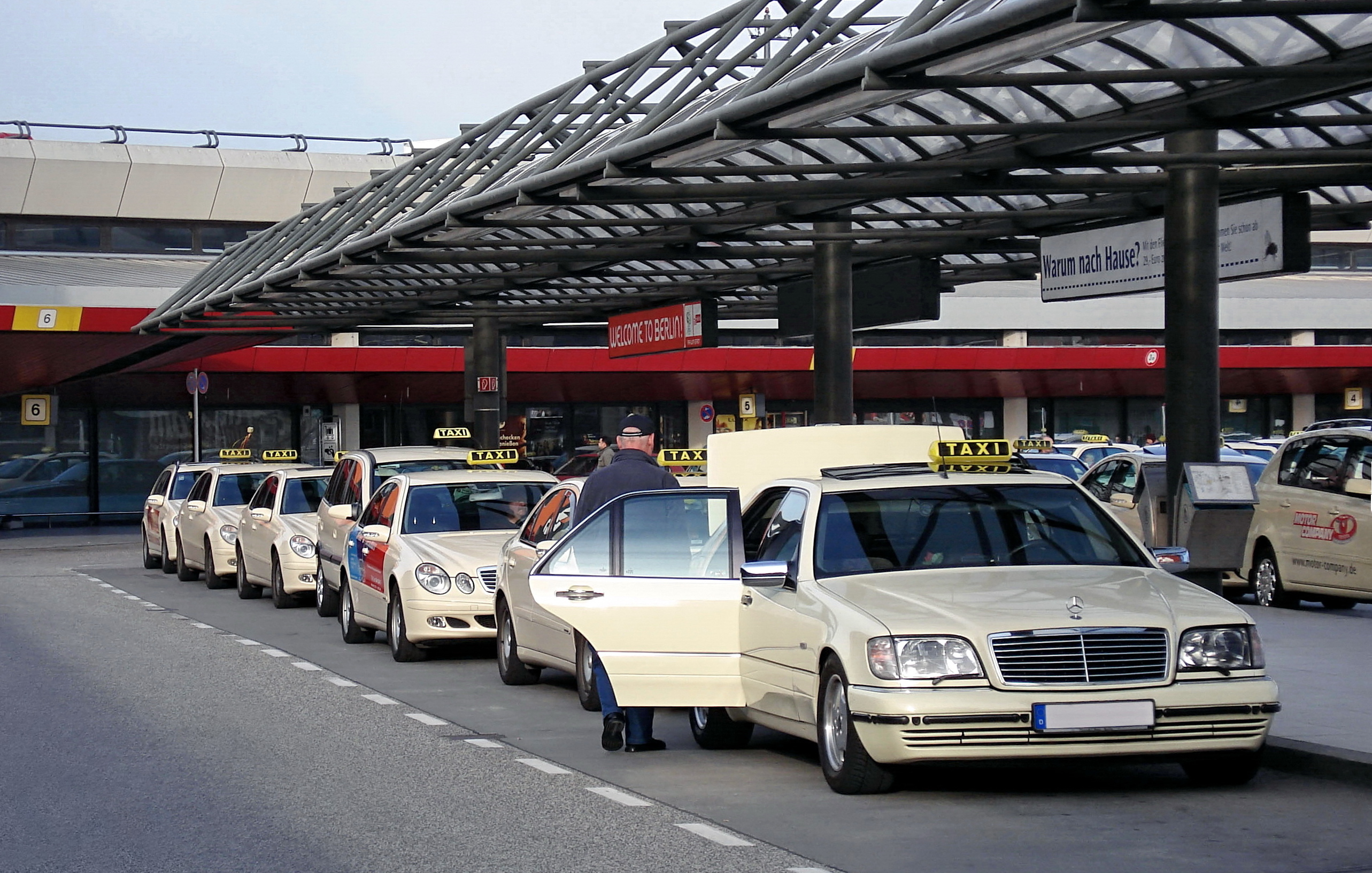
Taxistand am Flughafen Tegel, 2007

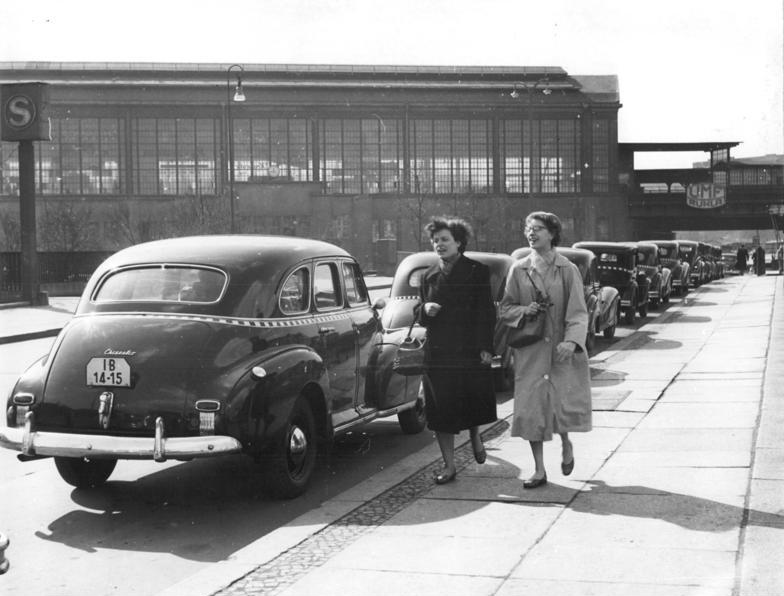
Taxistand am Reichstagsufer am Bahnhof Friedrichstraße, 1957

Das Berliner Taxigewerbe besteht aus 5596 konzessionierten Taxis (Stand: November 2023) und 1808 Unternehmen im Taxigewerbe.
Da Berlin als größte Stadt und Hauptstadt Deutschlands eine bedeutende Messestadt und mit über 20 Millionen Übernachtungen pro Jahr ein wichtiges Tourismus-Ziel darstellt, weist auch das Berliner Taxigewerbe im Unterschied zu anderen Großstädten Deutschlands einige Besonderheiten auf. So hat Berlin unter anderem Deutschlands größte Taxiflotte und eine überdurchschnittliche Taxidichte pro Einwohner.
In der bis 1990 geteilten Stadt gab es in Ost- und West-Berlin auch im Taxigewerbe getrennte Entwicklungen.

## Allgemeines
In deutschland- und weltweiten Umfragen belegen Berliner Taxifahrer wiederholt Spitzenplätze.
Die Nachfrage nach Taxis unterliegt je nach Jahreszeit, Wochentag, Uhrzeit und Wetter großen Schwankungen. Darüber hinaus gibt es häufig Auftragsspitzen zum Beginn und Ende von Theater- bzw. Varieté-Vorstellungen, während der großen Messen – wie der Grünen Woche, Fruit Logistica, IFA, Bread & Butter, ITB, Berlin Fashion Week, YOU, Berlin Air Show (ILA) und IAA – sowie an Heiligabend und Silvester. Ganzjährig kommt ein großer Teil der Bestellungen aus den großen Vier- und Fünf-Sterne-Hotels der Stadt.

### Strukturdaten
| Quellen:, zu 2012: zu 2014: vor 1990: nur West-Berlin |

Im März 2014 gab es in Berlin rund 7600 Taxis (1960: 1172 Taxis, Januar 2012: 7397 Taxis, siehe Grafik) und etwa 18.000 Fahrer.
Im Dezember 2012 hatte Berlin 3001 Taxi-Unternehmen, 2368 (79 %) besaßen ein Fahrzeug, 206 (6,8 %) zwei Fahrzeuge und 427 (14,2 %) drei oder mehr (durchschnittlich 9,8 Fahrzeuge). Bundesweit ist der Anteil von Zweiwagen-Unternehmen deutlich höher (13,8 %). Die Anzahl der Taxiunternehmen lag 1960 bei 1136, in den folgenden Jahrzehnten lag sie meist zwischen 3000 und 4000.
Im Vergleich zu anderen deutschen Städten hat Berlin mit 3,14 Einwohnern pro privatem Pkw eine relativ niedrige Pkw-Dichte. Gründe dafür dürften neben der niedrigen Kaufkraft und geringen Parkmöglichkeiten insbesondere die gut ausgebauten öffentlichen Verkehrsmittel – inklusive Taxi – sein.
Deutsche Großstädte haben generell mehr Taxis pro Quadratkilometer und sogar mehr Taxis pro Einwohner als weniger dicht besiedelte Gebiete. So hat Berlin – ähnlich wie München, Düsseldorf und Frankfurt am Main – mit 484 Einwohnern pro Taxi eine sehr hohe Taxidichte, bundesweit teilen sich durchschnittlich mehr als dreimal so viele Einwohner ein Taxi. Die Berliner Taxis machten damit in den letzten Jahrzehnten recht stabil gut 13 % der deutschen Taxis aus (bei einem Bevölkerungsanteil von rund 4,3 % Ende 2011).
Der Deutsche Taxi- und Mietwagenverband e. V. (BZP) schätzte 2005, dass rund 60 Prozent der Taxis in Deutschland Fahrzeuge von Mercedes-Benz sind. Die Wirtschaftswoche berichtete 2014, dass in Berlin etwa die Hälfte der neu zugelassenen Taxis Autos von Mercedes-Benz und rund ein Drittel Hybridfahrzeuge von Toyota seien. Im selben Jahr meldete Toyota die 1000. Zulassung eines Hybrid-Taxis der Marke in Berlin.

### Taxizentralen
Taxizentralen besitzen in der Regel keine eigenen Fahrzeuge, so auch die Zentralen in Berlin. Sie vermitteln die angenommenen Aufträge an ein Fahrzeug, wenn der Unternehmer einen Funkvertrag mit der Zentrale abgeschlossen hat. Die Taxizentralen sind neben den Behörden auch Anlaufstellen für Fundsachen und Beschwerden über Taxifahrer.
Während sich die Auftragslage insgesamt wenig veränderte, stieg in den vergangenen Jahren der Anteil der Fahrten, die über eine Funkzentrale bestellt wurden.
Die größte Berliner Taxizentrale ist Taxi Berlin, eine Funkzentralen-Gemeinschaft aus Taxifunk Berlin, Würfelfunk, Cityfunk und Quality Taxi. Mit über 5500 Fahrzeugen ist sie die mit Abstand größte Taxizentrale Deutschlands. Zweitgrößte Berliner Zentrale ist die Wirtschaftsgenossenschaft Berliner Taxibesitzer eG (kurz: WBT), die nach eigenen Angaben über rund 2000 angeschlossene Fahrzeuge verfügt.
Alle Fahrzeuge von Taxi Berlin werden per Datenfunk vermittelt und sind dafür entweder mit einem PDA oder einem fest eingebauten digitalen Vermittlungsgerät ausgestattet. Die Fahrzeuge der WBT werden noch überwiegend per Sprachfunk vermittelt. Beide Zentralen verwenden das Flottenmanagement-System Austrosoft FMS.

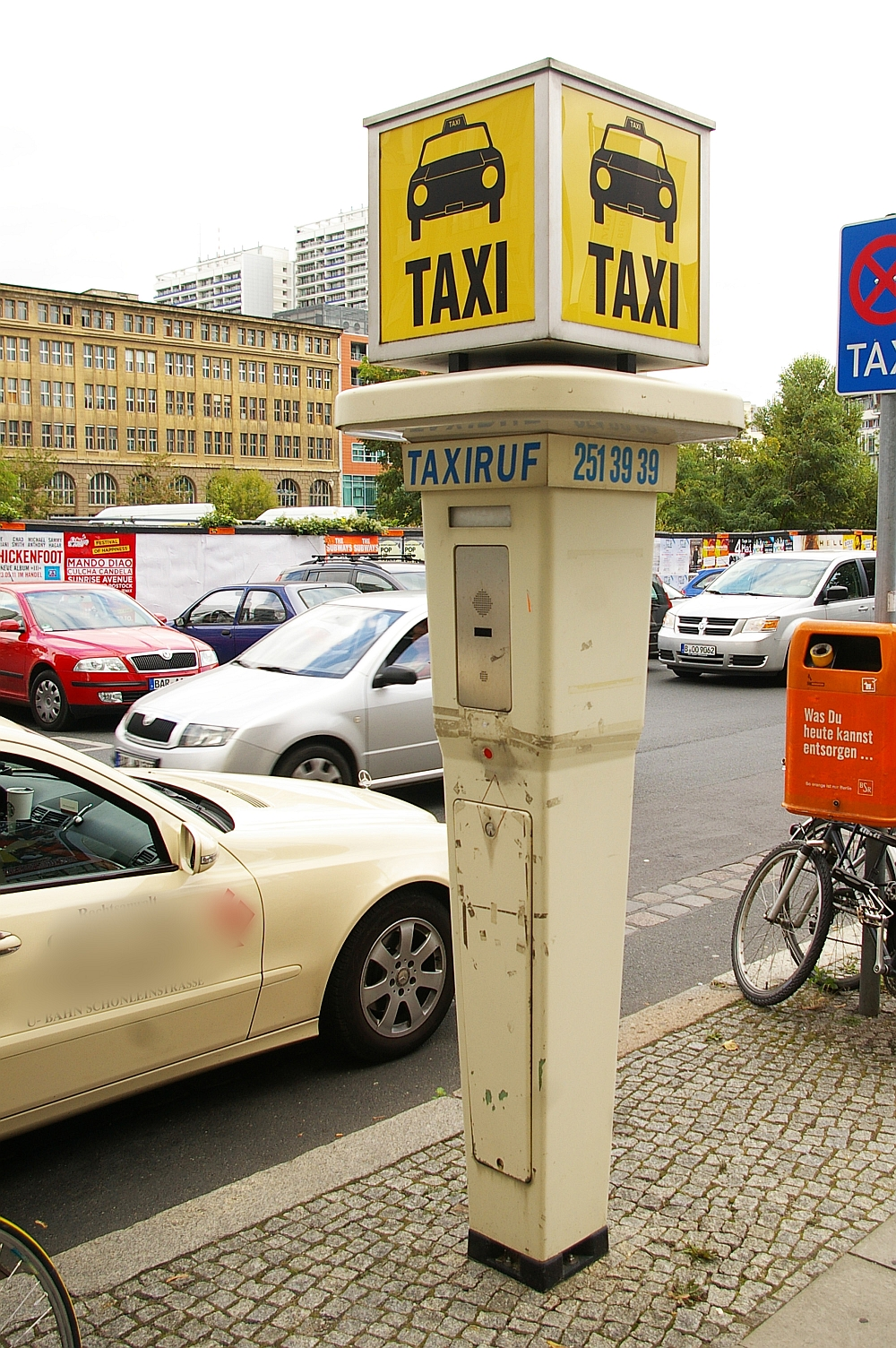
Taxi-Rufsäule am Axel-Springer-Haus, 2011

Die WBT betreibt die 145 Berliner Taxi-Rufsäulen. Jede Rufsäule hat eine eigene Telefonnummer. Wählt man die Nummer der nächstgelegenen Rufsäule, kann man den dort eventuell wartenden Fahrer zu sich bestellen. Im Jahr 2006 schrieb die FDP-Fraktion im Abgeordnetenhaus von Berlin einen Antrag, da die WBT Gebühren verlange, „ohne [in] nachvollziehbarer Weise abzurechnen“. Die Zahl und Bedeutung der Rufsäulen hat durch die Verbreitung von Handys und der automatischen Vermittlung abgenommen.
Der SonderFahrDienst (SFD) für Menschen mit Behinderungen ist ein subventionierter Fahrdienst des Landes Berlin, er wird mit Fahrzeugen der WBT durchgeführt.
Die Zentrale Taxi Berlin kooperiert mit den Berliner Verkehrsbetrieben (BVG). Seit 2010 gibt es die Möglichkeit für Ersatzverkehr mit Taxis, die Fahrt ist in den von der BVG gerufenen Großraumtaxis mit dem Hinweis „Ersatzverkehr im Auftrag der BVG“ kostenlos. Die Fahrgäste können jedoch nicht selbst ein Taxi bestellen. Seit 2015 kann man mit der BVG-App ein Taxi von Taxi Berlin bestellen.

### Verbände
In Berlin gibt es vier Verbände für Taxiunternehmer: die Innung des Berliner Taxigewerbes e. V. (kurz: Innung), TaxiDeutschland – Landesverband Berlin e. V. (ehemals: TVD), den Taxiverband Berlin Brandenburg e. V. (TVB) und die Berliner Taxivereinigung e. V. (BTV).
Wiederkehrende Forderungen der Verbände beschäftigen sich mit Schwarzarbeit, den Problemen um den Flughafen Berlin Brandenburg (siehe: Abschnitt Flughäfen), der Zahl der Taxis und dem Taxitarif. Die Berliner Taxivereinigung tritt beispielsweise für eine Liberalisierung der Tarife und eine zusätzliche Ausbildung der Taxifahrer unabhängig von der Ortskunde ein. TaxiDeutschland – Landesverband Berlin fordert eine Begrenzung der Taxikonzessionen, zusätzliche Ausbildung der Fahrer sowie eine Farbfreigabe und veränderte Regeln zur Werbung.
Die Zeitschrift RAL 1015 taxi news erscheint zehnmal im Jahr. Sie enthält Nachrichten für Berliner Taxifahrer und Mitteilungen der Verbände und Funkzentralen.

## Geschichte

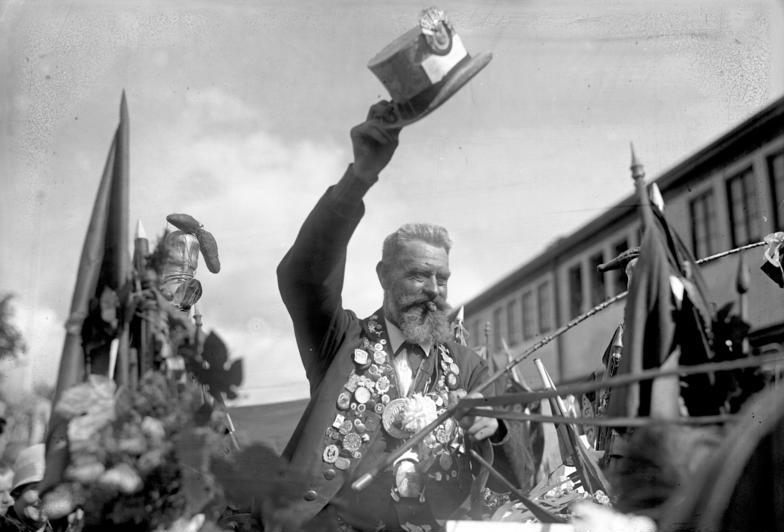
Die Rückkehr des „Eisernen Gustav“, 1928

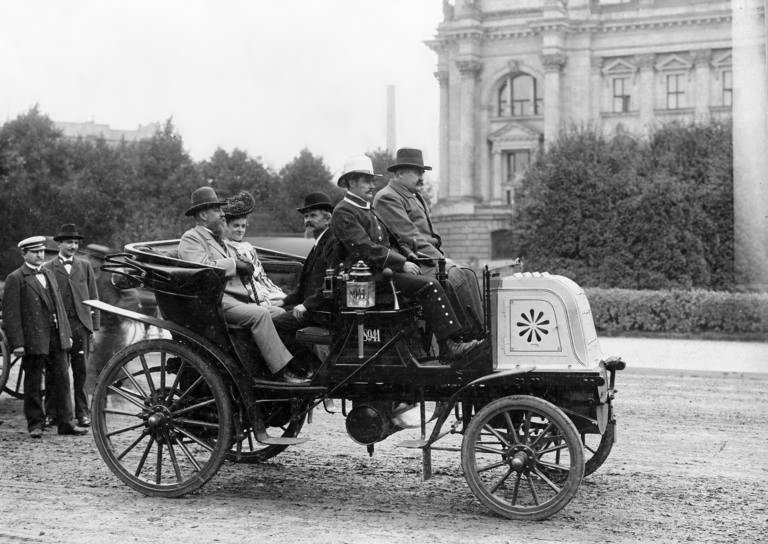
Die erste Berliner Kraftdroschke, 1899

### Anfänge
Die im frühen 17. Jahrhundert in Paris eingeführten Sänften – „Portechaise“ genannt – kamen Ende des Jahrhunderts durch Friedrich Wilhelm von Brandenburg nach Berlin.
Mit der Verbesserung der Straßen verbreiteten sich im 18. Jahrhundert die Pferdedroschken. Zu Beginn des 19. Jahrhunderts hatte Alexander Mortier in Berlin ein Monopol darauf. Die Qualität und Zahl der Fahrzeuge, sowie die Arbeitsbedingungen für Mensch und Tier veränderten sich immer wieder stark, zwischenzeitlich gab es in der Stadt gar keine Droschken mehr.
Gegen Ende des 19. Jahrhunderts kamen die ersten Automobile auf. 1896 war Berlin die erste Stadt, die ein Taxameter vorschrieb.
Um die Jahrhundertwende gab es noch viele kleine Fahrzeughersteller und viele experimentierten auch mit Elektromotoren, so baute beispielsweise Henschel in Berlin ein Elektrotaxi. Die Siemens-Schuckertwerke stellten 1905 in Berlin – unter anderem für den Taxiverkehr – die „Elektrische Viktoria“ her.
Im Jahr 1911 gab es in Berlin 2000 Taxis, rund fünfzig Jahre später waren es in West-Berlin 1172 (siehe: Abschnitt Strukturdaten).
Ein historisch bekannt gewordener Berliner Fahrer ist Gustav Hartmann (der „Eiserne Gustav“), der 1928 aus Protest gegen die zunehmenden Automobile und die Zustände im Droschkengewerbe von Berlin nach Paris fuhr und dessen Geschichte von Hans Fallada literarisch verarbeitet wurde.
Elli Blarr begann im Jahr 1929 in Berlin ihre Arbeit als erste Taxifahrerin Deutschlands.
Der bekannte Berliner Kriminalkommissar Ernst Gennat klärte 1938 mit Hilfe der ersten Fernsehfahndung den Mord an einem Taxifahrer auf.

### Teilung und Wiedervereinigung
Die Innung des Berliner Taxigewerbes e. V. wurde 1956 in ihrer heutigen Form gegründet, Vorläufervereine gab es allerdings bereits seit 1900.
Die erste Taxizentrale in West-Berlin – der Taxifunk Berlin eG (Ackermann-Funk) mit der Telefonnummer 6902 – wurde im September 1959 in Betrieb genommen. Im Jahr 1968 kam eine weitere genossenschaftliche Zentrale hinzu: der Würfelfunk, der 2005 in eine kleine Aktiengesellschaft umgewandelt wurde.
Anfangs waren Taxis in Deutschland schwarz, auch in der DDR, später gab es keine farbliche Festlegung mehr. 1971 wurde in der damaligen Bundesrepublik die Farbe Hellelfenbein (RAL 1015) für Taxis vorgeschrieben (§ 26 BOKraft). Dies gilt in Berlin nach wie vor, in sechs anderen Bundesländern jedoch nicht mehr.
Ein typisches Taxi-Modell in der DDR war der GAZ-24 Wolga. In West-Berlin waren die Mercedes-Baureihen /8 und 123 weit verbreitet. Nach 1990 stieg die Vielfalt der verwendeten Marken und Modelle (siehe Abschnitt Strukturdaten), bis hin zu Exoten wie dem „London Taxi“ (LTI TX4).
Im April 1975 wurde die Taxi-Vermittlung Cityfunk in West-Berlin gegründet. Der Cityfunk ging aus der 1966 gegründeten Mietwagen-Vermittlung ISAR-Funk hervor. Ebenfalls 1975 wurde der Taxi Verband Berlin Brandenburg e. V. (TVB, damals noch ohne Brandenburg im Namen) gegründet.

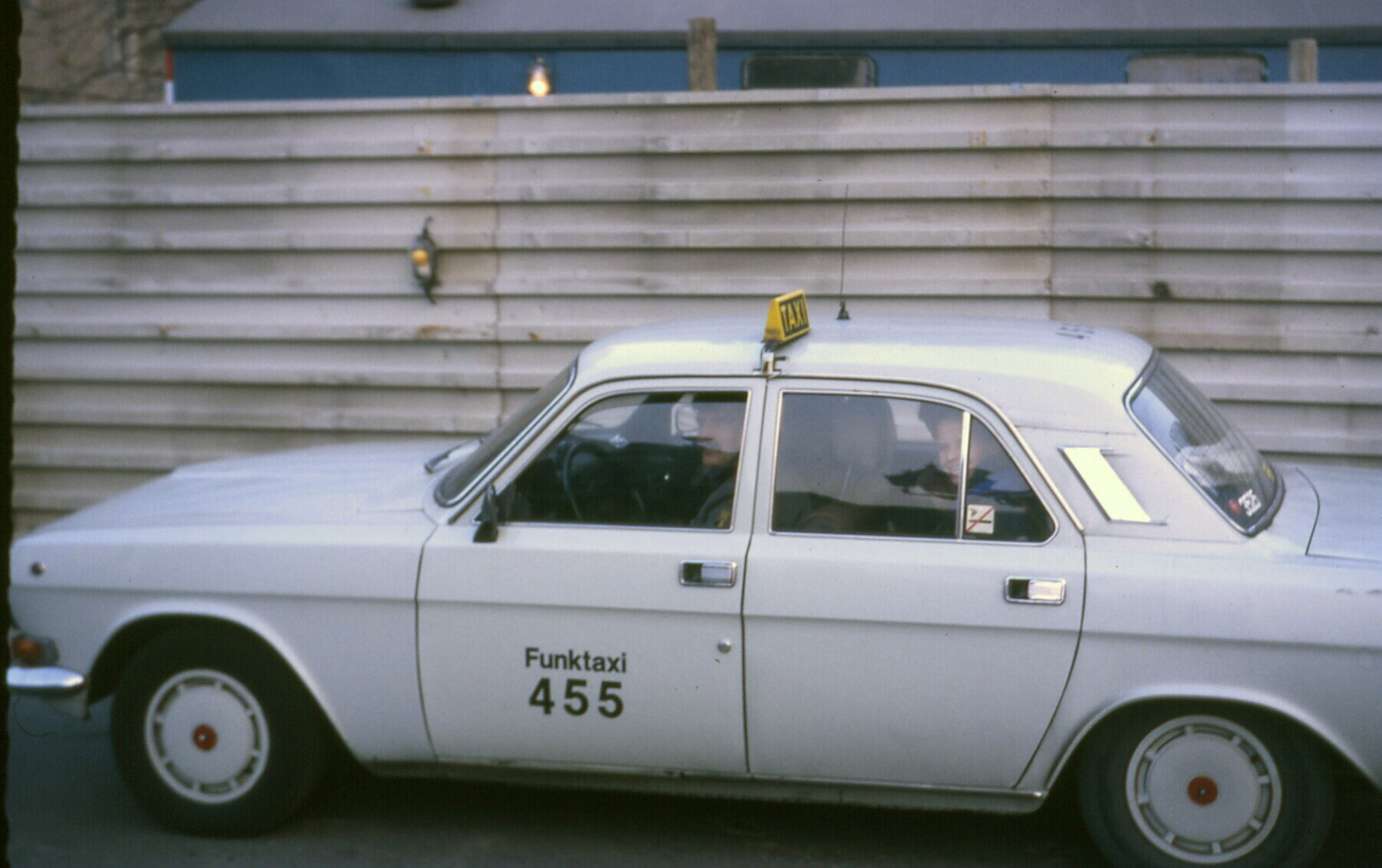
Ost-Berliner Taxi (GAZ-24 Wolga) bei der ersten Fahrt nach dem Mauerfall nach West-Berlin, Ende Dezember 1989

Bis zur friedlichen Revolution in der DDR hatte West-Berlin politisch und geografisch eine Insellage. Für Taxifahrer bedeutete dies, dass es keine Fahrten ins Umland wie in anderen Städten gab und die zurückgelegten Entfernungen nie sehr groß sein konnten.
Besonderes Aufsehen erregte die Entführung des Juristen Walter Linse aus West-Berlin am 8. Juli 1952, die „Aktion Lehmann“. Stasi-Agenten stahlen eigens dafür ein West-Taxi, das für die Entführung in den Ostteil der Stadt verwendet wurde. Einige Monate später wurde er in Moskau hingerichtet.
Taxis und Vermittlung waren im Osten, mit wenigen Ausnahmen, im VEB Taxi organisiert, der dem VEB Kombinat Berliner Verkehrsbetriebe (BVB) unterstand. Der VEB Taxi betrieb auch in Prenzlauer Berg die einzige Fahrschule Ost-Berlins.
Während des Kalten Kriegs waren Taxis ein wesentlich wichtigeres Verkehrsmittel für die Bevölkerung, da die öffentlichen Verkehrsmittel deutlich schlechter ausgebaut waren als nach 1990 und teilweise sogar schlechter als vor dem Zweiten Weltkrieg (siehe beispielsweise: Zweiter Reichsbahnerstreik 1980). Weitere Gründe waren die niedrigeren Kosten für Taxis und die geringere Verbreitung von Privatfahrzeugen insbesondere in der DDR.
Da es in der DDR insgesamt nur wenige Fahrzeuge gab, waren auch Taxis Mangelware. Darüber hinaus flüchteten vor dem Bau der Berliner Mauer zahlreiche Fahrer mit ihren Fahrzeugen in den Westen. Dies führte teilweise zu langen Warteschlangen von Fahrgästen an den Taxihalteplätzen, was das Fahren zu einem einträglichen Geschäft machte. Die zahlreichen inoffiziellen „Schwarz-Taxis“ versuchten dabei möglichst den offiziellen Taxis nicht in die Quere zu kommen und verlangten keinen Fahrpreis von den Fahrgästen, die dann zahlten, was ihnen angemessen erschien.
Am 40. Jahrestag der DDR, dem 7. Oktober 1989, demonstrierten zehntausende Menschen gegen die DDR-Diktatur (Näheres siehe: Chronik der DDR). Die DDR-Führung reagierte mit brutaler Unterdrückung und Massenverhaftungen, weshalb viele Ost-Fahrer Adressen der SED und staatlicher Organe boykottierten.
Die wirtschaftliche Lage der West-Berliner Fahrer war gut, unter anderem aufgrund der Berlinzulage und niedriger Treibstoffkosten: So lag der Ölpreis inflationsbereinigt vom Ende des 19. Jahrhunderts bis zur Ölkrise 1973 deutlich unter 40 US-Dollar pro Barrel (2011/2012: durchschnittlich über 100 US-Dollar pro Barrel). Viele Studenten arbeiteten als Taxifahrer. Nach 1990 sank der Verdienst und der Anteil von Geringqualifizierten und Migranten unter den Fahrern stieg.
Nach der deutschen Wiedervereinigung wurde allen Taxifahrern in beiden Teilen Berlins ohne zusätzliche Prüfung das Fahren im gesamten Stadtgebiet gestattet, obwohl sich die Fahrer in der jeweils anderen Hälfte kaum auskannten. Im Ostteil wurde Hellelfenbein ebenfalls die vorgeschriebene Taxi-Farbe.

### Erdgas-Taxis: ProjektTUT

Logo von TUT

Am 30. Oktober 2000 wurde das Projekt TUT – Tausend Umwelt-Taxis für Berlin gestartet, das eintausend Erdgas-Taxis und einhundert Erdgas-Fahrschulautos auf den Berliner Straßen zum Ziel hatte. Unterzeichnet wurde die Erklärung vom damaligen Bundesumweltminister Jürgen Trittin (Grüne), Vertretern von Berliner Senatsverwaltungen und Vertretern der Gas-Wirtschaft.
Das Budget wurde auf 22,5 Millionen Mark (kaufkraftbereinigt in heutiger Währung rund 18 Millionen Euro) festgelegt, davon rund ein Drittel aus Mitteln des Bundesumweltministeriums, der Rest sollte von der Gaswirtschaft finanziert werden. Die Förderungen fanden in Form von Treibstoff-Nachlässen, Tankstellen-Förderung und Zuschüssen für Fahrzeug-Anschaffungen (bis zu 6000 Mark) statt.
Im November 2006 fand die Abschlussveranstaltung statt, bei der eine positive Bilanz gezogen wurde.

### Taxizentralen nach 1990
Im Jahr 1990 wurde aus dem VEB Taxi die Taxizentrale Taxiruf Spreefunk. Anfang 2000 wurde der Spreefunk mit dem West-Berliner Ackermann-Funk zusammengelegt. Damit entstand eine große Taxizentrale mit Abdeckung im gesamten Stadtgebiet: TaxiFunk Berlin. 2006 und 2007 entstand in Kooperation mit dem Würfelfunk, dem Cityfunk und der erst 2004 gegründeten Vermittlung Quality Taxi die Arbeitsgemeinschaft Berliner Taxizentralen, Taxi Berlin.
Im Anschluss wurde die Kommunikation zwischen den Zentralen und den Taxis schrittweise auf eine automatische Vermittlungstechnik per GPS und Internetverbindung umgestellt. Der Sprachfunk verlor seine Bedeutung für die Vermittlung, existiert aber weiterhin. Auch die Bestellung ist nun möglich, ohne mit einem Call-Center-Agent zu sprechen, beispielsweise per automatischer telefonischer Bestellung (Telebooking), Rufautomat (beispielsweise in Hotels), Internetbestellung oder Taxi-App.

### Flughäfen
Wie in anderen Städten auch, ist der Verkehr von und zu den Flughäfen in Berlin eine der wichtigsten Einnahmequellen für das Taxigewerbe. Für 2010 schätzte die Berliner Taxivereinigung den Umsatzanteil der Flughafenfahrten mit Hilfe von Zahlen der Berliner Flughafengesellschaft und des Deutschen Taxi- und Mietwagenverbands (BZP) auf 30 Prozent.
Nach Schließung der Flüghäfen Tempelhof, Tegel und Schönefeld ist der Flughafen Berlin Brandenburg der letzte Flughafen im Einzugsgebiet.
Berliner Taxis dürfen sich jedoch nur in ihrem Pflichtfahrgebiet an einen Taxistand stellen.
Die Vereinbarung, dass sich am Flughafen Schönefeld abwechselnd Taxis aus dem Landkreis Dahme-Spreewald und aus Berlin anstellen dürfen, wurde von Seiten des Landkreises Dahme-Spreewald zum 1. Januar 2013 aufgekündigt.
Diskutiert wurden bis dahin auch zwei identische Tarife für alle Taxis, je nachdem ob die Fahrt in Berlin oder Schönefeld begonnen wurde. Dann wäre eine Fahrt in die City teurer gewesen als der Rückweg auf der gleichen Strecke. Von Verbänden wurde dabei kritisiert, dass durch eine Umschalt-Möglichkeit auf den teureren Flughafen-Tarif innerhalb Berlins neue Betrugsmöglichkeiten eröffnet worden wären.
Die Einfahrt zur Taxi-Warteschlange am Flughafen Tegel ist seit Januar 2010 nur noch mit einem speziellen Transponder möglich. Pro Durchfahrt werden 50 Cent fällig, die als Flughafen-Zuschlag – wie in manchen anderen Städten auch üblich – an den Taxikunden weitergereicht werden. Mit den Einnahmen sollten Qualitätsstandards überwacht werden, beispielsweise die Sauberkeit der Fahrzeuge und die Möglichkeit der Kreditkartenzahlung.
Die Einführung des Zuschlags führte zu Protest- und Boykott-Aufrufen unter Taxifahrern. Juristische Schritte gegen den Flughafen-Zuschlag blieben weitestgehend erfolglos. Das Landgericht Berlin befand jedoch im Juni 2010, dass die Fahrer keine Kreditkartenzahlung akzeptieren müssten. Dies ist jedoch seit Anfang 2015 hinfällig, da nun alle Berliner Taxis – unabhängig vom Flughafen Tegel – bargeldlose Zahlungsmittel akzeptieren müssen (siehe: Abschnitt Gesetze und Verordnungen).
Die Taxi-Innung kritisierte, von der Qualitätsoffensive sei „nicht mehr viel übrig“ und Claudia Hämmerling, Verkehrsexpertin der Grünen, bezeichnete das Vorhaben als „gescheitert“. Im Juli 2010 hatte rund die Hälfte der Berliner Taxis einen Flughafen-Transponder.

## Gesetze und Verordnungen

Zeichen 229 – Taxenstand

Für alle Taxis in Deutschland gelten unter anderem die Straßenverkehrs-Ordnung (StVO), das bundesweite Personenbeförderungsgesetz (PBefG) und die Verordnung über den Betrieb von Kraftfahrunternehmen im Personenverkehr (BOKraft). Fast alle Vorschriften der BOKraft dürfen durch die Bundesländer außer Kraft gesetzt werden (§ 43 BOKraft).
Einige Dinge – zum Beispiel der Taxi-Tarif – sind jedoch nicht bundesweit einheitlich geregelt (§ 51 PBefG), hierfür gibt es Verordnungen der Bundesländer und Kommunen. In Berlin sind das die Verordnung über Beförderungsentgelte im Taxenverkehr (TaxTarifO) vom 10. Dezember 2010 und die Verordnung über den Verkehr mit Taxen (Taxenordnung, kurz: TaxO) vom 31. August 2004.
In Berlin gibt es keine Farbfreigabe (siehe Abschnitt Geschichte) und wie in Hamburg gibt es auch keine Zulassungsbeschränkung der Taxikonzessionen. Letzteres wäre laut § 13, Absatz 4 PBefG möglich, wenn „das örtliche Taxengewerbe in seiner Funktionsfähigkeit bedroht wird.“
Laut einem Senatsbeschluss vom 13. Januar 2015 müssen Berliner Taxis „mindestens drei verschiedene, im Geschäftszahlungsverkehr übliche Karten“ zur bargeldlosen Zahlung akzeptieren.

### Taxenordnung
Berliner Taxis dürfen nur an ausgeschilderten Taxiständen für Fahrgäste bereitgehalten werden, dies gilt nicht zwischen 20 und 6 Uhr und bei öffentlichen Veranstaltungen (§ 3 TaxO).
Den Fahrgästen steht die Wahl des Fahrzeugs frei (§ 4). Eine Abschrift beider Berliner Verordnungen muss neben einer Kurzfassung des Tarifs, Kartenmaterial und einer ausreichenden Anzahl von Fahrpreisquittungsvordrucken in jedem Taxi mitgeführt werden (§ 6). Jedes Taxi muss mindestens 180 Schichten von mindestens sechs Stunden Dauer im Jahr bereitgehalten werden (§ 7 TaxO).

### Tarif
Beim Taxitarif gibt es in der Verordnung über Beförderungsentgelte im Taxenverkehr in Berlin zwei Tarifstufen. Der Kurzstreckenpauschaltarif, umgangssprachlich „Kurzstrecke“ genannt, gilt nur beim Heranwinken eines fahrenden Wagens und muss beim Einsteigen angesagt werden. Er berechtigt dann zur Fahrt bis zu zwei Kilometern – sollte die Fahrt länger werden, holt das Taxameter dann zum regulären Tarif auf (die Taxameter piepen beim Erreichen der Grenze und der Fahrgast kann entscheiden, ob er zum regulären Tarif weiterfahren möchte oder zum Pauschalpreis aussteigen möchte). Dieser spezielle „Winketarif“ ist einzigartig in Deutschland und ist unter nächtlichen Clubgängern so beliebt, dass Ideen zur Abschaffung nicht erfolgreich waren.
Der reguläre Fahrpreis staffelt sich nach einem Grundpreis beim Einsteigen und einem Kilometerpreis, der nach sieben Kilometern geringer wird. Der Fahrgast zahlt dabei immer den gleichen regulären Preis, egal ob er an einem Taxistand einsteigt, bei einer Taxizentrale einen Wagen zu sich ruft oder einen fahrenden Wagen heranwinkt. Darüber hinaus gibt es Gebühren für Wartezeit, mehr als vier Personen, bargeldlose Zahlung, sperrige Gepäckstücke und ehemals für den Einstieg am Flughafen Tegel.
Zur Euro-Einführung im Jahr 2002 betrug der Grundpreis 2,50 Euro, die ersten sieben Kilometer kosteten jeweils 1,53 Euro, jeder weitere Kilometer 1,02 Euro. Eine Kurzstrecke kostete 3,00 Euro. Nach mehr als sechs Jahren gab es 2007 eine Erhöhung des Tarifs: 3,00 Euro Grundpreis und 1,58 Euro beziehungsweise 1,20 Euro pro Kilometer (Kurzstrecke: 3,50 Euro).
Im Jahr 2009 wurde der Grundpreis auf 3,20 Euro erhöht, der Kilometer kostete 1,65 Euro beziehungsweise 1,28 Euro (Kurzstrecke: 4,00 Euro).
Ab 19. Februar 2014 betrug der Einstiegspreis 3,40 Euro, die ersten sieben Kilometer kosteten 1,79 Euro pro Kilometer, danach fielen 1,28 Euro pro Kilometer an.
Seit 30. Juni 2015 beträgt der Grundbetrag 3,90 Euro, der Kilometerpreis bis sieben Kilometer 2,00 Euro, und alles, was darüber hinausgeht, 1,50 Euro. Außerdem gibt es einen Kurzstreckenpauschaltarif für abwinkende Fahrgäste, der pauschal 5,00 EUR für eine Strecke bis maximal zwei Kilometer beträgt.

### Ortskundeprüfung
Jeder Taxifahrer benötigt einen Führerschein zur Fahrgastbeförderung (FzF, auch „P-Schein“). Um am Vermittlungssystem der Taxizentralen teilnehmen zu können, ist darüber hinaus ein Funkkurs erforderlich, der bei den Zentralen belegt werden kann.
Der Führerschein zur Fahrgastbeförderung wird in größeren Orten nur bei bestandener Ortskundeprüfung ausgestellt. Diese Prüfung wird in Berlin von DEKRA und TÜV abgenommen. Bis Ende 2014 wurde die Prüfung von den Taxiverbänden Taxi-Innung und TVB durchgeführt. Die Prüfung besteht aus zwei Teilen, in einem schriftlichen Test werden die Grundlagen und im mündlichen Teil Zielfahrten geprüft. Eine praktische Fahrprüfung oder über die Ortskunde hinausgehendes Wissen wird nicht verlangt.
Zu den Grundlagen in der schriftlichen Prüfung (50 Fragen nach dem Multiple-Choice-Prinzip an einem PC) gehört das Wissen der zwölf Berliner Bezirke und die Lage ihrer Nachbarbezirke sowie der 97 Ortsteile und einiger Siedlungen, ferner die Kenntnis, in welchem Bezirk der jeweilige Ortsteil bzw. in welchem Ortsteil die jeweilige Siedlung liegt. Darüber hinaus werden Angaben zu Plätzen, wichtigen Straßen, und Objekten wie Hotels, Krankenhäusern, Botschaften usw. verlangt. Die mündliche Prüfung besteht aus zwei bis drei Zielfahrten. Dabei werden Start und Ziel vorgegeben, die Strecke muss Straße für Straße mit Richtungsangaben aufgesagt und alle wichtigen Plätze auf der Strecke benannt werden. Bis Anfang 2015 konnten auch noch Zusatzfragen – wie die Seitenstraßen vom Kurfürstendamm, Unter den Linden oder der Friedrichstraße – gestellt werden, die allerdings aktuell entfallen. Aufgrund der extremen Vielzahl theoretisch möglicher Fahrstrecken, die der Prüfling beherrschen muss, gilt die Berliner Ortskundeprüfung als „eine der härtesten Europas“.
Mit dem Spezialatlas zum Taxischein für Berlin existiert ein Kartenwerk, das sich speziell an zukünftige Berliner Taxifahrer wendet und auf die Eigenheiten der mündlichen Prüfung eingeht.

## Prominente Taxifahrer
Zu Gustav Hartmann (der „Eiserne Gustav“) und Elli Blarr, die in ihrer Funktion als Taxifahrer bekannt wurden, siehe Abschnitt Geschichte.
Weitere bekannte (ehemalige) Berliner Taxifahrer sind unter anderem:
- Horst Wessel, SA-Sturmführer
- Gustav Döring (1885–1944), Widerstandskämpfer gegen das NS-Regime
- Konstantin Grigorjewitsch Kromiadi, Offizier der Kaiserlichen Russischen Armee
- Sten Nadolny, Autor (bekanntestes Werk: Die Entdeckung der Langsamkeit)
- Uwe Tietz, Abgeordneter
- Steffen Junghans, Fotograf
- Peter Gläser, Musiker
- Christian Maria Goebel, Schauspieler
- Mathias Bröckers, Journalist
- Yok Quetschenpaua, Musiker
- Uli Hannemann, Schriftsteller

## Berliner Taxifahrer in den Medien
- Die Figur des – meist frechen, schlagfertigen und stark berlinernden – Berliner Taxifahrers findet sich an vielen Stellen: Wolfgang Gruner mimte Kalle Bräsicke 14-täglich beim SFB-Hörfunk, in der ZDF-Sendung Der Große Preis gab er den Fritze Flink.
- Taxi Kasupke ist eine im Berliner Dialekt geschriebene Kolumne in der Berliner Morgenpost.
- Der Tatort-Ermittler Till Ritter (gespielt von Dominic Raacke) arbeitete in der Serie vor seinem Polizeidienst als Taxifahrer.

## Film und Fernsehen
Filme:
- Die letzte Droschke von Berlin, 1926. Stummfilm
- Menschen am Sonntag, 1930
- Der Eiserne Gustav bei IMDb, 1958
- Freddy und die Melodie der Nacht, 1960
- … und deine Liebe auch, 1962
- Polizeiruf 110: Die Rechnung geht nicht auf, 1975
- Der Eiserne Gustav bei IMDb, 1978
- Solo Sunny, 1980
- Der Schnüffler, 1983
- Berlin is in Germany, 2001
- Berlin – Eine Stadt sucht den Mörder, 2003
- Komm näher, 2006
- Guter Junge, 2008
- Groupies bleiben nicht zum Frühstück, 2010
- Unknown Identity, 2011
- Tatort: Alles hat seinen Preis  (833) 2012 (Mord an einem Berliner Taxi-Unternehmer)

Dokumentationen:
- Taxi, Taxi – 24 Stunden, 2001 (Sat.1)
- Abenteuer Auto – Die größte Taxizentrale Deutschlands. kabeleins.de, 2011, abgerufen am 8. Oktober 2016 (Dokumentation).

TV-Serien, deren Thema das Berliner Taxigewerbe ist:
- Die schnelle Gerdi und die Hauptstadt, Folgen 1–6, ZDF, Berlin 2002, mit Senta Berger als Taxifahrerin
- Michael Kessler: Berliner Nacht-Taxe. Die unverfälschten Geschichten der Nacht (= Btv. Nr. 538). Berliner Taschenbuch Verlag, Berlin 2008, ISBN 978-3-8333-0538-2 (zur Serie mit Michael Kessler in vier Staffeln).